# Ангел (Overwatch)
Ангел (англ. Mercy, досл. с англ. — «Милосердие») — персонаж командных шутеров от первого лица Overwatch и Overwatch 2 компании Blizzard Entertainment и связанных с ними анимационных и литературных произведений. Впервые появилась в коротком трейлере Overwatch 2014 года.
В рамках повествования Overwatch «Ангел» — это позывной врача из Швейцарии Ангелы Циглер, которая оказывала ключевую медицинскую поддержку первоначальной группе Overwatch. В игре она является персонажем класса поддержки, способным исцелять и усиливать товарищей по команде, а также воскрешать павших. Этот персонаж является одним из самых популярных в игре: Blizzard отметила, что во время бета-тестирования она была самым играемым персонажем поддержки. Её способность воскрешать была подвергнута критике на соревновательном и профессиональном уровнях игры, поскольку она привносит дисбаланс в игровой процесс. В результате Blizzard провела серьёзную переработку этого персонажа, чтобы сбалансировать её способности и улучшить игровой опыт.

## Геймплей
В Overwatch Ангел классифицируется как персонаж «поддержки», а именно как лекарь для своей команды. При игре за Ангела, игрок может видеть цветные призрачные силуэты своих товарищей по команде сквозь любое препятствие, причём цвет указывает на уровень их здоровья, а когда он находится в поле зрения, то может видеть полоску здоровья товарища по команде. Ангел оснащена посохом «Кадуцей» и «Кадуцей-бластером». Посох имеет два режима: первичный огонь при соединении с союзником исцеляет его до тех пор, пока он связан с потоком исцеления, а вторичный огонь увеличивает наносимый союзником урон. Кадуцей-бластер — это небольшой пистолет, который может наносить эффективный урон на близком расстоянии, но в остальном он довольно слаб. Хоть Ангел и оснащена бластером, пистолетом ближнего боя, Kotaku отмечает, что многие игроки Overwatch высмеивают тех, кто рвётся в бой и называют их «Боевой Ангел» (с англ. — «Battle Mercy»), поскольку стрельба из пистолета отвлекает игрока от лечения товарищей по команде.
Среди её способностей так же есть такие как «Ангел-хранитель» и «Нисхождение ангела». Ангел может использовать способность «Ангел-хранитель», чтобы подлететь прямо к выбранному товарищу по команде, включая павших, либо быстро перемещаться по полю боя, чтобы уклониться от вражеского огня. Находясь в воздухе, Ангел может использовать способность «Нисхождение ангела», чтобы замедлить скорость своего падения и обеспечить большую манёвренность. Она также обладает способностью «Воскрешение», позволяющая ей оживить одного павшего товарища по команде вскоре после его убийства, но при этом она становится уязвимой в течение нескольких секунд; способность имеет длительную тридцатисекундную перезарядку. Её особая ультимативная способность — «Валькирия», которая даёт ей всенаправленный полёт и несколько дополнительных усилений на пятнадцать секунд: пассивное самоисцеление, увеличенные дальность и скорость полёта с использованием способности «Ангел-хранитель», увеличение исцеления в секунду и дальность действия усиления урона, цепное исцеление и усиление урона всем ближайшим союзникам, увеличенную скорострельность и бесконечные патроны к пистолету.

## Разработка и проектирование
Ангел была одним из первых двенадцати персонажей Overwatch, представленных на мероприятии BlizzCon 2014. В статье Polygon, посвящённой этому событию, отмечается, что Ангел была оснащена пернатыми крыльями, исцеляющим потоком и пистолетом. Ангела озвучила Люси Поль, немецко-американская актриса озвучивания. По словам ведущего сценариста Майкла Чу, Blizzard пытались найти актёра из местных жителей, который мог бы хорошо передать швейцарско-немецкий акцент, в итоге они сочли акцент Поль подходящим для персонажа и выбрали её.
В концепт-артах для Overwatch, до её окончательного дизайна, Ангел была представлена как чернокожий человек с белыми волосами и широким телосложением, но в остальном имела схожие с релизной версией наряды и способности.
Помимо облика по умолчанию, Ангел получала тематическую косметику, например, во время события «Год Петуха» в 2017 году.
Хотя Blizzard внесла различные изменения во всех героев с момента выхода игры, Ангел претерпела очень значительные изменения, включая полную переработку её набора умений, поскольку её способность воскрешать погибших членов команды сильно влияла на игру. На момент релиза главной способностью Ангела было «Воскрешение», которое воскрешало всех недавно павших товарищей по команде в пределах определённого радиуса действия, давая им полное здоровье и кратковременную неуязвимость. В примечаниях разработчиков к патчу для Overwatch от 21 июля 2016 года воскрешение названо «одной из самых мощных способностей в игре». Своевременное и стратегическое использование способности «Воскрешение» было признано игроками решающим фактором в игре: оно либо спасало обороняющуюся команду от поражения, либо позволяло атакующей команде продолжать наступление. В августе 2016 года Blizzard немного усилила способность «Воскрешение», а также общее исцеление Ангела, чтобы «укрепить её роль как сильного, одноцелевого целителя». До патча, выпущенного в сентябре 2016 года, в послематчевых моментах, называемых «Лучший момент матча», в соревновательной игре часто доминировали игроки, использующие способность «Воскрешение», поэтому Blizzard пришлось переделать процедуру выбора моментов, чтобы снизить частоту таких случаев.
Blizzard обнаружила, что игроки чрезмерно акцентировали внимание на способности «Воскрешение», поскольку «она стимулировала игроков на Ангеле прятаться от важных сражений, вместо того чтобы принимать в них участие». В обновлении от сентября 2017 года «Воскрешение» Ангела было переведено из разряда ультимативных в разряд стандартных умений с длительным периодом перезарядки. Разработчики представили её новый ультимейт — «Валькирия», который значительно усиливает все способности Ангела и снижает время их перезарядки. Blizzard посчитала, что если оставить воскрешение как обычный навык и добавить новый ультимейт «Валькирия», то это «даст ей возможность совершать больше игровых действий и откроет для неё ряд новых возможностей». Даже после изменения Blizzard продолжает дорабатывать способности на публичных тестовых серверах, пытаясь достичь нужного баланса. Джефф Каплан сказал, что с новым набором способностей игроки на Ангеле все ещё остаются вне боя, чтобы использовать «Воскрешение», в то время как разработчики хотят, чтобы персонаж рассматривался как отличный целитель для всех членов команды. В январе 2018 года в патче было внесено ещё одно изменение: если изначально ультимейт «Валькирия» сбрасывал время перезарядки воскрешения и таким образом давал второе воскрешение, которое можно было использовать немедленно, то в патче сброс и второе воскрешение были убраны. Разработчики Overwatch заявили, что, по их мнению, многие игроки все ещё сдерживаются и используют мгновенное воскрешение, которое даёт «Валькирия», чтобы изменить контроль над игрой, и противникам трудно противостоять этому.
В мае 2018 года компания Blizzard в партнёрстве с Фондом исследований рака груди представила ограниченный по времени облик «Розовая лента», который могут приобрести игроки, а также соответствующую футболку, все доходы от которых пойдут в благотворительную организацию для поддержки фонда. Blizzard сообщила, что ей удалось собрать более 12,7 миллионов долларов США, что стало самым крупным пожертвованием за один год для Фонда исследований рака груди.

## Биография персонажа
В вымышленной биографии Ангела указаны её настоящее имя, возраст и место работы: Ангела Циглер, 37 лет, Цюрих, Швейцария, соответственно. Она также описывается как «несравненный целитель, блестящий учёный и убеждённый защитник мира». Во вселенной игры известно, что она состояла в команде Overwatch, будучи руководителем их отдела медицинских исследований, а также работала в качестве полевого медика и специалиста по оказанию первой помощи. Она стала главой известной швейцарской больницы, после чего совершила прорыв в области прикладной нанобиологии, чем привлекла внимание Overwatch. Хотя она не одобряла милитаристские методы, применяемые Overwatch, она использовала их ресурсы для разработки своего крылатого костюма быстрого реагирования «Валькирия». Ангел оказалась в разногласиях с начальством и другими сотрудниками Overwatch, несмотря на её вклад в медицину. Ангел также упоминается в биографии Гэндзи, в одной из строк которой говорится: «Ханзо считал, что убил своего брата, но Гэндзи был спасён Overwatch благодаря стараниям доктора Ангелы Циглер».

## Другие появления

### Комиксы
В десятом выпуске цифрового комикса Overwatch Ангел ненадолго появляется в кадре, где видно как она читает письмо, предположительно принадлежащее Гэндзи.

## Реакция

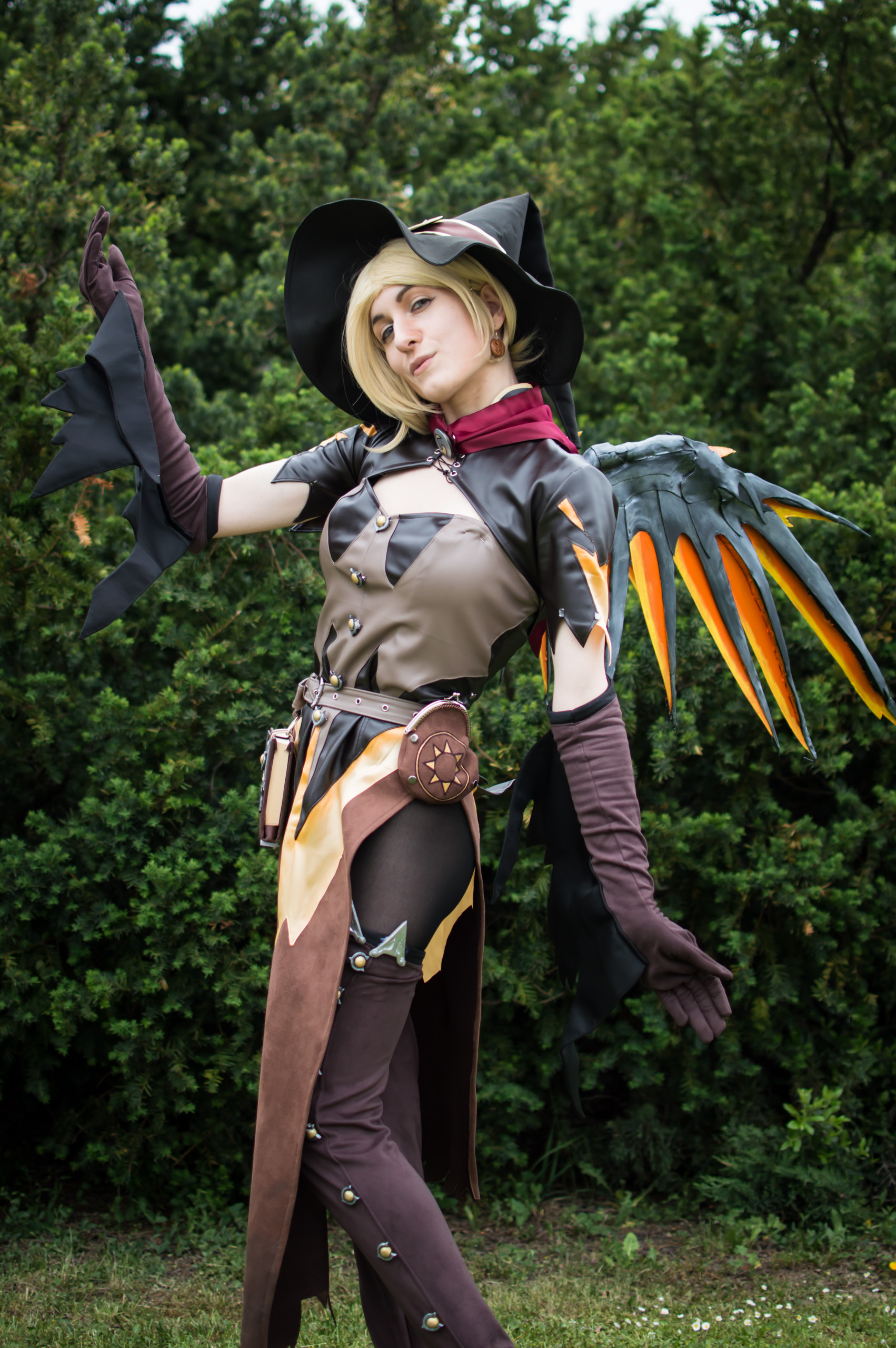
Косплей на облик Ангела «Ведьмочка»

Ангел была отмечена как один из самых популярных персонажей в Overwatch; во время открытого бета-тестирования игры она была самым играемым персонажем класса поддержки. Облик Ангела «Ведьмочка» для тематического события игры, посвящённого Хэллоуину, был отмечен Polygon как чрезвычайно популярный среди игроков. После того, как в сентябре 2017 года Ангел была существенно изменена, её стали повсеместно выбирать в качестве как минимум одного лекаря в команде в соревновательной игре, а поскольку эти изменения потребовали от неё быть ближе к бою, концепция «боевого Ангела», сочетающей исцеление и атаки, приобрела популярность в играх более высокого ранга. Некоторые критиковали это изменение и считали, что это признак того, что Blizzard пытается ориентировать игру на соревновательных игроков, а не на обычных; игроки высокого уровня считали, что до обновления в сентябре 2017 года Ангел была очень простым персонажем в освоении, но теперь персонаж требует больше принятия решений и выбора, что может быть сложно для простых игроков.
Видеоигровые журналисты также высоко оценили Ангела; в своём обзоре Overwatch Фил Сэвидж из PC Gamer сказал: «Мне особенно нравится, насколько разнообразны движения персонажей», похвалив способность Ангела скользить и назвав её «идеальным примером того, как каждый аспект персонажа может, в лучшем случае, поддерживать определённый стиль». Сэвидж уточнил: «В одиночку она уязвима и медлительна — её легко заманить в засаду и уничтожить. Но, находясь в прямой видимости своих товарищей по команде, она может расправить крылья и полететь к ним. Это весело, а также укрепляет симбиотическое партнёрство между целителем и исцеляемым: Ангел нуждается в своих товарищах по команде так же, как и они в ней. Это мастерский дизайн».
Из-за того, что её способность «Воскрешение» способна оказывать такое влияние на ход игры, Джошуа Каликсто из Kill Screen назвал Ангела «самым страшным персонажем в Overwatch». В профессиональной игре, например, в Overwatch League, некоторые утверждали, что способность Ангела «Воскрешение» всё ещё слишком сильно меняет игру в этих соревновательных матчах; это опасение сохранилось даже после того, как она была переделана в сентябре 2017 года. Дамиан Алонзо для PC Gamer отметил, что стратегия соревновательной игры Overwatch обычно заключается в достижении преимущества, которое может быть достигнуто с помощью раннего убийства, что в свою очередь может превратиться в более значительное преимущество в течение матча, но «Воскрешение» полностью уничтожает это преимущество, сводя на нет такие ранние убийства без каких-либо последствий. Бен Барретт из PCGamesN также сказал, что поскольку Ангел может при помощи воскрешения нивелировать преимущество от таких стратегий, как обход с фланга, эти стратегии становятся бесполезными, таким образом приходится прибегать к более стандартным схемам атаки, что замедляет темп игры.
На отношения между Ангелом и Гэндзи намекнули в голосовых репликах, добавленных в начале 2017 года; фанаты восприняли эти реплики неоднозначно. Поклонники игры придумали для возможных отношений дуэта имя «Gency» (сочетание от слов Genji и Mercy). Эти отношения — одни из самых популярных среди фанатов, основанные на вымышленной биографии Гэндзи, в которой Ангел спасла ему жизнь. Гита Джексон из Kotaku написала, что «хотя некоторым фанатам не нравится идея, что персонажи канонически являются натуралами, есть и другие опасения, которые выходят за рамки предпочтения тех или иных отношений». Некоторые фанаты считают, что «связь Ангела и Гэндзи неуместна, потому что Ангел — врач Overwatch. Для них конфликта интересов в отношениях между врачом и пациентом достаточно, чтобы назвать такие отношения неуместными», — добавив, что «некоторые фанаты считают эти отношения хищническими со стороны Ангела».